# Drepanicus prasinus
Drepanicus prasinus är en insektsart som beskrevs av Peter Esben-Petersen 1912. 
Drepanicus prasinus ingår i släktet Drepanicus och familjen fångsländor. Inga underarter finns listade i Catalogue of Life.